# حرس السواحل الأمريكي
حرس السواحل الأمريكي أو خفر السواحل الأمريكي (بالإنجليزية: United States Coast Guard)‏ هو فرع من فروع القوات المسلحة الأمريكية النظامية السبعة للولايات المتحدة. وخفر السواحل هو القوة البحرية العسكرية المتعددة المهام والفريدة من نوعها من بين فروع الجيش الأمريكي ومهمته الإنقاذ وتنفيذ القانون في المياه المحلية والدولية على حد سواء.

## روابط خارجية
- حرس السواحل الأمريكي على موقع الموسوعة البريطانية (الإنجليزية)